# Панфілово (Карасуський район)
Панфі́лово (каз. Панфилов) — село у складі Карасуського району Костанайської області Казахстану. Входить до складу Ушаковського сільського округу.
Населення — 121 особа (2021; 273 у 2009, 665 у 1999, 988 у 1989).
Колишня назва — Панфілова.